# Secreto judicial
Secreto judicial (título original: Judicial Consent) es un thriller de 1994 dirigida por William Bindley y protagonizada por Bonnie Bedelia en el papel principal.

## Argumento
La juez Warwick tiene un matrimonio que está naufragando. Un día conoce a una joven chico desconocido en una biblioteca que la seduce y con el que tiene luego una aventura. Poco tiempo después un amigo suyo con fama de aventurero, Charles Mayron, es asesinado y el chico desaparece. Después de ello se ve mezclada en el juicio por ese asesinato que le han encomendado. Es consciente de que el acusado es inocente, porque muchas pruebas encontradas y no aclaradas apuntan a ella. También se da cuenta a través de un detective amigo, Tony Canfield, de que la están investigando.
Warwick empieza a sospechar que ese chico tiene que ver con el asesinato y empieza a investigarlo sabiendo que es solo cuestión de tiempo que la arresten por un asesinato que no cometió. Entonces desaparece sin dejar rastro. Finalmente descubre por un fallo que cometió que el nombre del chico es Martin y que es el hijo de un hombre que ella condenó a muerte y que fue ejecutado por el asesinato de su exmujer, que él mató por ser en su opinión una puta, y de su nuevo marido por estar con ella. Se da también cuenta de que él pudo averiguar de la fama de Charles Mayron de ser un aventurero con mujeres y de los rumores que ella también tenía una aventura con él, que asesinó a su amigo y lo hizo parecer como si lo hubiese hecho por celos sexuales a causa de sus otras relaciones amorosas para luego incriminarla con el propósito de conseguir su condena a muerte y su posterior ejecución en venganza por la muerte de su padre, cuyos asesinatos también aprobó.
Comprendiendo lo ocurrido y sabiendo que se está acercando su arresto, Warwick informa a Candield de todo lo ocurrido y ambos llegan a la conclusión de que Martin debió de haber escondido la prueba decisiva, el arma del crimen, en su casa para ser encontrada allí en una orden judicial de rastreo durante la ejecución de su arresto y empiezan a buscarla. Warwick descubre la prueba en la azotea de la casa. Entonces Martin, que ha estado observándola y, sabiendo que van a destruir sus planes de forma para él imprevista, decide matar a ambos. Estrangula al policía y trata de matar a ella para hacerlo parecer como si el policía y ella se mataron cuando él descubrió la prueba en su casa por casualidad mientras hablaba con ella. 
Ella lucha entonces por su vida y durante la lucha consigue encerrarlo en la azotea. Entonces él rompe el suelo en una parte agrietada y se lanza sobre ella. Sin embargo una cuerda en el lugar de la grieta le rodea y le aprieta el cuello durante ese acontecimiento y él muere por ello ahorcado. Después de ello Warwick encuentra a Tony, que, a pesar de todo, sigue vivo y que Martin, por descuido a causa de la situación no planeada, no lo estranguló debidamente, lo que le salvó a duras penas la vida. Ahora ambos esperan a las autoridades, que ahora se aproximan para arrestarla, para aclararlo todo y así liberarla de toda culpa, cosa que consiguen.

## Reparto
- Bonnie Bedelia - Gwen Warwick
- Billy Wirth - Martin
- Will Patton - Alan Warwick
- Lisa Blount - Theresa Lewis
- Dabney Coleman - Charles Mayron
- Kevin McCarthy - Juez John Pollan
- Henry Brown -  Tony Canfield
- Michael Greene - Teniente Kartes

## Recepción
Hoy en día la película ha sido valorada en diferentes portales cinematográficos. En IMDb, por ejemplo, con 374 votos registrados, el filme obtiene una media ponderada de 5,6 sobre 10. En cuanto a Rotten Tomatoes, los más de 100 votos registrados en ese portal le dieron una valoración media de 3,9 de 5. También cabe destacar, que en La Vanguardia el 60 % de los usuarios registrados en ese periódico le dan al largometraje una valoración positiva.